# روبرت فينتر
روبرت فينتر (بالإنجليزية: Robert Winter)‏ هو مؤرخ أمريكي، ولد في 1924، وتوفي في 9 فبراير 2019.